# Neighel Drummond
Neighel Drummond Morales (San José, 2 de febrero de 1982) es un exfutbolista costarricense que jugó como portero y actualmente es entrenador de porteros en la Federación Costarricense de Fútbol.

## Trayectoria
Neighel hizo sus ligas menores en el Deportivo Saprissa y Liga Deportiva Alajuelense, aunque fue en este último mencionado que tuvo mayor participación. Su debut en la Primera División de Costa Rica se dio el 25 de mayo del 2003 ante el Municipal Osa. Jugó seis minutos en sustitución de Ricardo González Fonseca. Ha sido seleccionado Sub-17, Sub-20 y Sub-23. Fue convocado para el Mundial Juvenil 2001 celebrado en Argentina, bajo el mando de Carlos Watson y donde pasaron a la segunda ronda.
Es medalla de bronce en los Juegos Centroamericanos Guatemala 2002 y Tercer lugar en los Centroamericanos y del Caribe de San Salvador 2002.

### Accidente automovilístico
La madrugada del 27 de junio de 2003, el automóvil en que viajaba se accidentó en las inmediaciones de la rotonda de la bandera, en Betania. Su vida tomó un giro inesperado y tuvo que luchar por su vida.
Neighel estuvo seis días inconsciente, y dos de ellos con respiración artificial, en el Hospital Calderón Guardia, luchando por seguir viviendo, luego de tener traumas facial y craneal, que mantuvieron su estado muy delicado.

## Clubes
| Club                      | País       | Año               |
| ------------------------- | ---------- | ----------------- |
| Alajuelense               | Costa Rica | 2001 - 2006       |
| Brujas FC                 | Costa Rica | 2006 - 2007       |
| Carmelita                 | Costa Rica | 2007 - 2008       |
| Ramonense                 | Costa Rica | 2008 - 2010       |
| Cartaginés                | Costa Rica | 2010 - 2011       |
| Universidad de Costa Rica | Costa Rica | 2011 - 2014       |
| AS Puma Generaleña        | Costa Rica | 2014              |
| Uruguay de Coronado       | Costa Rica | 2015 - Actualidad |

## Participaciones internacionales

### Juegos Olímpicos
| Juegos           | Sede   | Año  | Resultado        |
| ---------------- | ------ | ---- | ---------------- |
| Juegos Olímpicos | Grecia | 2004 | Cuartos de final |

### Copas del Mundo
| Mundial              | Sede      | Resultado        |
| -------------------- | --------- | ---------------- |
| Mundial Juvenil 2001 | Argentina | Octavos de final |